# Lacandon
Lacandon este un popor mayaș care trăiește în jungla statului mexican Chiapas, lângă granița sudică cu Guatemala. Pământurile lor natale situate în jungla Lacandon se găsesc de-a lungul râului Usumacinta și a afluenților acestuia. Lacandon este unul dintre cel mai izolat și cultural conservator popor indigen din Mexic. Aproape dispărut în 1943, astăzi populația sa este în creștere rapidă.

În partea de est a statului mexican Chiapas, se află regiunea Lacandon.